# Ecclesia Kirchen

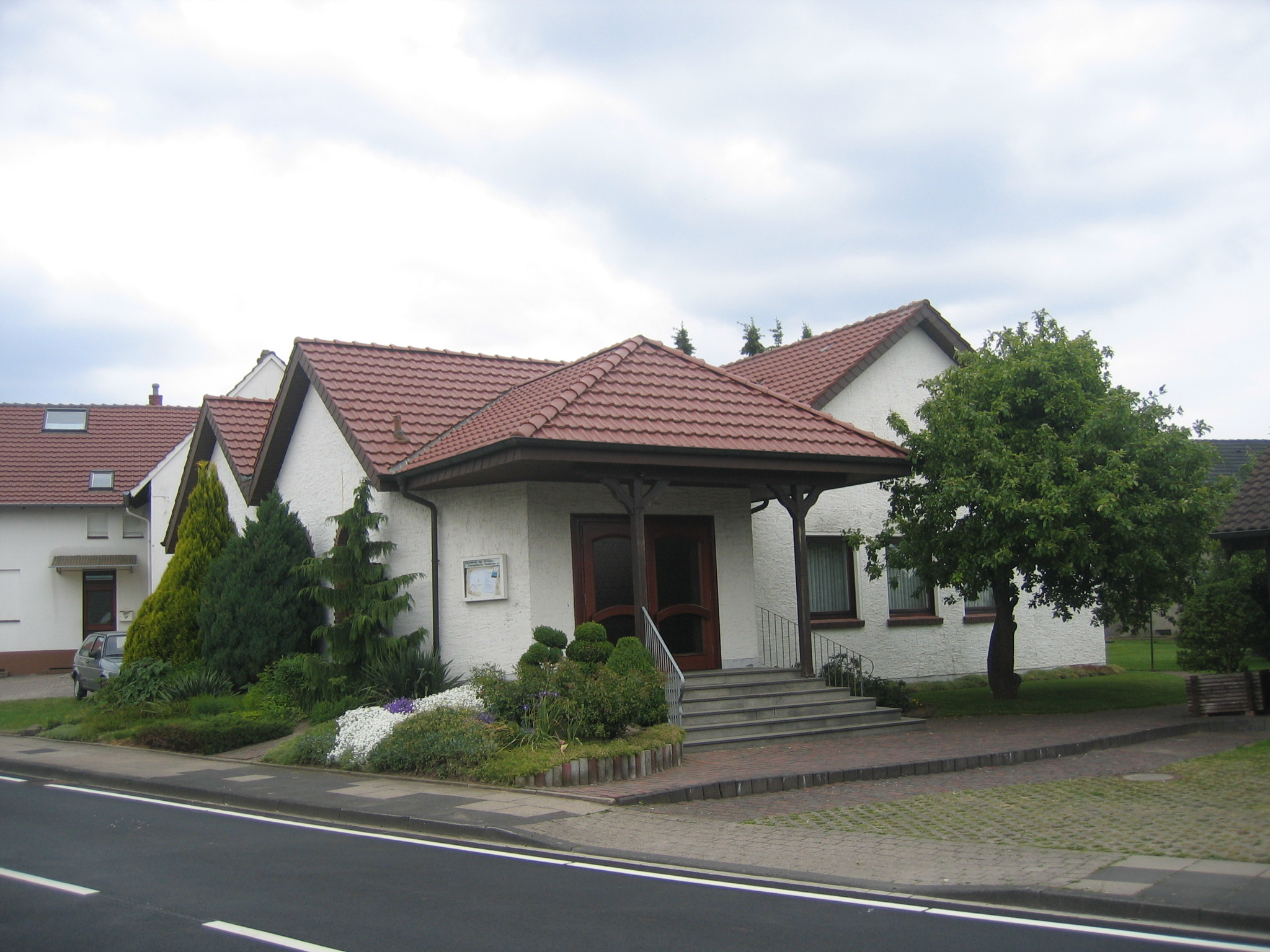
Ehemaliges Gemeindezentrum der Kirche Gemeinde der Christen in Rödinghausen-Schwenningdorf

Die Ecclesia Kirchen (vor 2021: Gemeinde der Christen Ecclesia) sind eine evangelische charismatische Freikirche in Deutschland. Ihr Name leitet sich her von Ekklesia (altgriechisch εκκλησία ekklēsía, deutsch ‚die Herausgerufene‘, lateinisch ecclesia) und steht seit neutestamentlicher Zeit für die Gemeinschaft der Christen bzw. für die christliche Kirche (vgl. Ekklesiologie).

## Geschichte
Die Entwicklung der Gemeinde der Ecclesia Kirchen begann am Ende des Zweiten Weltkrieges.
Zunächst bildeten sich in und um Solingen-Ohligs Hauskreise unter der Leitung von Hermann Zaiss, einem aus Untertürkheim stammenden Unternehmer, der vor dem Ersten Weltkrieg mit der Basler Mission in Ghana arbeitete. Seine Verkündigung des Evangeliums zog zunehmend Menschen an, da sie als lebensnah empfunden wurde. Die Zahl der Zuhörer stieg weiter, da bei den Versammlungen angeblich Wunderheilungen geschahen. Als Zaiss 1958 bei einem Autounfall ums Leben kam, gab es in Deutschland und dem angrenzenden Ausland über 300 Ecclesia-Versammlungen. Heute gibt es an etwa 70 Orten Versammlungen der Ecclesia, 48 davon sind eigenständige Gemeinden. Der Freikirche gehören etwa 4000 Mitglieder an.

## Lehre
Die Lehre der Ecclesia ist im evangelikal-charismatischen Lager anzusiedeln. Die Bibel wird als Grundlage des Glaubens und des Lebens angesehen. Es wird die sogenannte Gläubigentaufe praktiziert, die eine persönliche Entscheidung für die Nachfolge Jesu Christi voraussetzt. Wichtige Glaubensinhalte sind:
- die Erlösung des Menschen durch den stellvertretenden Tod Jesu am Kreuz
- die weltweite Gemeinde als Leib Jesu
- die Ausrüstung des Einzelnen durch die Gaben des Heiligen Geistes
- die Wirksamkeit des Gebets für Kranke
- die Auferstehung Jesu Christi am dritten Tag und die Auferstehung der Gläubigen
- die Parusie (Wiederkunft Jesu)

## Strukturen
Die Leitung der örtlichen Gemeinde liegt in der Hand von Ältesten. Unter diesen ist einer als primus inter pares (Erster unter Gleichen) Gemeindeleiter. Während die Gemeinde früher weitgehend durch ehrenamtliche Laien erfolgte, haben heute die meisten Gemeinden angestellte Pastoren. Hauptsitz des Gemeindeverbandes ist Solingen-Ohligs. Organisationsform ist der eingetragene Verein.
Seit 2000 wurden ca. 40 Gemeinden nach und nach Teil des Bundes Freikirchlicher Pfingstgemeinden KdöR (BFP). Seit September 2008 gehört der ganze Verband als Region „Ecclesia (ECC)“ zum BFP und ist damit Teil der Pfingstbewegung. Viele Gemeinden arbeiten auch mit der Deutschen Evangelischen Allianz zusammen.
Die Ecclesia wirbt stark um Jugendliche, unter anderem mit Jugendgruppen und Jugendfreizeiten. Der Jugendarbeitszweig ist in die Regionen Ecclesia-Jugend Süd, West und Nord aufgeteilt. Eine Zusammenarbeit mit anderen Freikirchen, Kirchen sowie Jugendämtern und dem Jugendring findet vielerorts statt. Ein überregionaler Arbeitszweig der Ecclesia ist das Adventure-Center, ein Zentrum für die Kinder- und Jugendarbeit in Neunkirchen-Seelscheid bei Köln, in dem eine Vielzahl von Seminaren und Freizeiten stattfindet.
Missionare der Ecclesia im Ausland arbeiten innerhalb des Vereins Liebe in Aktion vor allem in Kamerun (hier werden zum Beispiel zusammen mit den Vereinigten Missionsfreunden (VMF) mehrere Krankenstationen und Ausbildungszentren betrieben), sowie in Italien, Albanien, Guinea und den Philippinen.